# Hegedüs Éva
Hegedüs Éva (Eger, 1957. szeptember 13. –) közgazdász, bankár, a Gránit Bank elnök-vezérigazgatója és az E.P.M. Kft-n keresztül a Bank alapító tulajdonosa, 2013-tól a Magyar Bankszövetség elnökségi tagja a közép és kisbankok képviseletében. 2014-től kezdődően főtitkári pozíciót tölt be a Magyar Közgazdasági Társaságban 2023-ban immáron az ötödik egymást követő évben választotta őt a Forbes magazin a legbefolyásosabb magyar üzletasszonynak. A Magyar Vízilabda-szövetség társadalmi elnöke. 2024-ben elnyerte az EY "Az Év Üzletembere" díjat.

## Életpályája
Szülővárosában nőtt fel. Édesapja gépkocsivezető, édesanyja egy zöldségbolt vezetője volt. Elmondása szerint szűkös anyagi körülmények között éltek, de boldog gyerekkora volt.
A Marx Károly Közgazdaságtudományi Egyetemen jeles diplomát szerzett. Első munkahelye, az Ipargazdasági és Üzemszervezési Intézetben volt, ahol tudományos munkatársként dolgozott. Ezt követően életpályája 1981 és 1996 között  kormányzati intézményekben folytatódott. Helyettes-államtitkári pozícióban a Pénzügyminisztériumban, majd a Gazdasági Minisztériumban is számos jogszabály – úgy mint a hitelintézeti törvény és a csődtörvény –  előkészítésében vett részt. 1997-től a Földhitel- és Jelzálogbank vezérigazgató-helyetteseként szervezte a magyarországi jelzáloglevél-kibocsátás újraindítását. 2000 és 2002 között a Gazdasági Minisztérium stratégiai és energetikai helyettes-államtitkáraként irányította a  magyarországi energetikai szektor liberalizációs szabályozási munkáit, egyben  felelős volt a lakáshitelezés szabályozásáért. 2002-től négy éven át az OTP Bank lakossági üzletágának vezetőjeként és az OTP Lakás-takarékpénztár elnökeként dolgozott.
Demján Sándor felkérésére 2010-ben vállalta el az üzletember többségi tulajdonába került, üzletileg megújult Gránit Bank vezetését. Ebben a kezdetektől fogva részvényes volt, majd 2015-ben, egy Demján Sándorral lezárt részvénytranzakciót követően, ő vált a bank legnagyobb részvényesévé. 2019-ben már negyedik éve  volt többségi tulajdonos. 2016-ban a Gránit Bank részvényeinek 30,43 százaléka, míg 2017-ben a 60 százaléka volt Hegedüs tulajdona.
Nevéhez kapcsolódik a Gránit Bank digitális üzleti modelljének kidolgozása, amelynek részeként az elsősorban elektronikus csatornákon szolgáltató bank 2017. júliusa óta már teljeskörű online számlanyitási folyamatot kínál videós azonosítással.
2018-ban a Takarék Jelzálogbank Nyilvánosan Működő Részvénytársaság igazgatósági tagja lett; erről a tisztségéről 2022 júliusában lemondott.
A 2021-es év végén Hegedüs Évától Tiborcz Istvánhoz köthető Tiberis Digital Kft. megvette megszerezte a bank többségi tulajdonát, úgy, hogy a Gránit Bankot továbbra is, elnök-vezérigazgató minőségében, Hegedüs vezette, aki egyben kisebbségi tulajdonos is maradt.
Tagja a Magyar Közgazdasági Társaság pénzügyi szakosztálya elnökségének. Hegedüst a társaság 2020-as tisztújító küldöttgyűlésén harmadszor is megválasztották főtitkárnak.
Hegedüs Éva 2019 júniusától a Magyar Vízilabda Szövetség társadalmi elnöke.
2023-ban az általa vezetett Gránit Bank, a magyar piacon a 9. legnagyobb bankja lett és egymást követő tizedik nyereséges évét zárta 22 milliárd forintos adózás előtti nyereséget felmutatva, mérlegfőösszege pedig meghaladta az 1200 milliárd forintot.
2023-ban negyedszer választották meg a Magyar Bankszövetség elnökségi tagjának.
2023-tól a MÁV-csoport és Volánbusz Felügyelőbizottságának elnöke.
2024-ben a Mastercard Év Bankja versenyben a fődíjat, „Az év bankja” elismerést is átvehette a Gránit Bank elnök-vezérigazgatójaként.
2024-ben elnyerte az EY "Az Év Üzletembere" díjat, amelyet az üzleti élet Oscar-díjának is szoktak nevezni.

## Családja
Hegedüs Éva élettársi kapcsolatban él.
Két felnőtt fia van, Jendrolovics Péter, a Gránit Bank lakossági üzletágának vezérigazgató-helyettese.
Hegedüs kisebb fia, Jendrolovics Máté, 160+ fős fejlesztőcégét vezeti, melynek a Gránit Bank a kiemelt partnere.

## Díjai, elismerései
- 2015-ben a MasterCard – Év Bankja díjátadón a hazai bankvezetők Hegedüs Évát választották meg Az év bankára címre.[30]
- 2016-ban a PWA-Sikeres Nők Egyesülete gálaestjén Hegedüs Éva vehette át Az év női menedzsere díjat.[31]
- 2017-ben Varga Mihály nemzetgazdasági miniszter Magyar Gazdaságért díjban részesítette a pénzügyi és a bankszektorban végzett több évtizedes kiemelkedő munkájáért.[32]
- 2020-ban átvehette a Pénz7 pénzügyi kultúrafejlesztés kiemelt önkéntese díjat.[33]
- A Forbes magazin 2016 óta minden évben beválasztotta "Magyarország 50 legbefolyásosabb nője" közé. Hegedüs Éva 2016-ban és 2017-ben a 3. helyen, 2018-ban a 2. helyen, majd az ezt követő öt évben, folyamatosan, az első helyen szerepelt a gazdasági magazin üzleti kategória rangsorában.[5][7][34][35][36]
- 2021 júliusában a Menedzserek Országos Szövetsége a 2020-as Év Menedzsere díjjal tüntette ki.[37][38]
- 2024-ben a pénzügyi kultúra és vállalkozásfejlesztés területén pénzügyi támogató önkéntesként végzett egy évtizedes kimagasló szakmai tevékenységéért és aktív szerepvállalásáért vehette át az elismerő oklevelet Maruzsa Zoltán oktatási államtitkártól és Hergár Esztertől, a Pénziránytű Alapítvány kuratóriumi elnökétől.[39]